# Баранкуль
Баранку́ль (каз. Баранкөл) — село у складі Жаркаїнського району Акмолинської області Казахстану. Входить до складу Нахімовського сільського округу.
Населення — 88 осіб (2021; 231 у 2009, 631 у 1999, 1253 у 1989).
Національний склад станом на 1989 рік:
- казахи — 38 %.

Станом на 1989 рік село називалось Баранколь, ще раніше — Алип.